# Jackie Joyner-Kersee

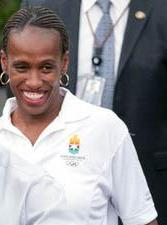
Đệ nhất phu nhân Michelle Obama, cùng với vận động viên April Holmes, ở giữa, và Jackie Joyner-Kersee, bên phải, xem Tổng thống Barack Obama tham gia biểu diễn đấu kiếm với Tim Morehouse trên Bãi cỏ phía Nam của Nhà Trắng, ngày 16 tháng 9 năm 2009

Jacqueline Joyner-Kersee (sinh ngày 3 tháng 3 năm 1962) là một vận động viên điền kinh trong sân vận động đã giải nghệ người Mỹ. Bà được xếp hạng một trong số những vận động viên vĩ đại nhất mọi thời đại của bảy môn phối hợp cũng như nhảy xa. Bà đã giành được ba huy chương vàng, một bạc và hai huy chương đồng Olympic, trong hai nội dung đó tại bốn Thế vận hội Olympic khác nhau. Tạp chí Sports Illustrated for Women đã bình chọn Joyner-Kersee là Nữ vận động viên vĩ đại nhất mọi thời đại. Bà có tên trong Hội đồng quản trị của USA Track & Field (USATF), cơ quan quản lý quốc gia Hoa Kỳ của môn thể thao này.
Joyner-Kersee là một nhà từ thiện tích cực trong giáo dục trẻ em, bình đẳng chủng tộc và quyền phụ nữ. Bà là người sáng lập Quỹ Jackie Joyner-Kersee, tổ chức khuyến khích những người trẻ tuổi ở Đông St. Louis theo đuổi thể thao và học thuật.  Bà hợp tác với Comcast để tạo ra chương trình Internet Essentials vào năm 2011, chương trình này có giá 9,95 đô la/tháng cho người Mỹ có thu nhập thấp và cung cấp máy tính xách tay giá rẻ và dịch vụ internet tốc độ cao 40 giờ/tháng. Kể từ khi thành lập, chương trình này đã cung cấp truy cập internet cho 4 triệu người Mỹ.
Joyner-Kersee là một trong những vận động viên nổi tiếng nhất đã vượt qua căn bệnh hen suyễn nghiêm trọng.